# La puerta del diablo (película)
La puerta del diablo (título original: Devil's Doorway) es un wéstern de 1950 dirigido por Anthony Mann y protagonizado por Robert Taylor, Louis Calhern y Paula Raymond.

## Argumento
Un indio luchó durante la guerra de Secesión Norteamericana. Por ello fue condecorado por su valor en ella. Ahora vuelve a su hogar y se encuentra un panorama desolador. Descubre que su gente vive en la miseria y que se está organizando una auténtica masacre contra ellos. Así, se verá obligado a seguir luchando contra las injusticias a las que su pueblo se ve sometido.

## Reparto
| Actor             | Personaje         |
| ----------------- | ----------------- |
| Robert Taylor     | Lance Poole       |
| Louis Calhern     | Verne Coolan      |
| Paula Raymond     | Orrie Masters     |
| Marshall Thompson | Rod MacDougall    |
| James Mitchell    | Red Rock          |
| Edgar Buchanan    | Zeke Carmody      |
| Rhys Williams     | Scotty MacDougall |
| Spring Byington   | Sra. Masters      |
| James Millican    | Ike Stapleton     |
| Bruce Cowling     | Teniente Grimes   |

## Producción
La obra cinematográfica se rodó en Grand Junction, Colorado, y se filmó en blanco y negro entre el 15 de agosto de 1949 y mediados de octubre de 1949.

## Recepción
Aunque el wéstern no tuvo éxito en su tiempo y no se le ve como una de las películas más innovadoras de Mann, aun así se ha destacado como uno de los primeros títulos de este género, que hace hincapié en las injusticias cometidas contra los indios americanos.
En el presente la producción cinematográfica ha sido valorada en portales cinematográficos. En IMDb, con aproximadamente 1800 votos registrados por parte de los usuarios, la película obtiene una media ponderada de 7,2 sobre 10. En cuanto a Rotten Tomatoes, los más de 100 votos registrados en el portal dieron a este filme una valoración media de 3,6 de 5. También cabe destacar, que en el periódico La Vanguardia los usuarios que dieron su opinión allí le dieron a la película una aprobación del 68%.